# 新椿橋

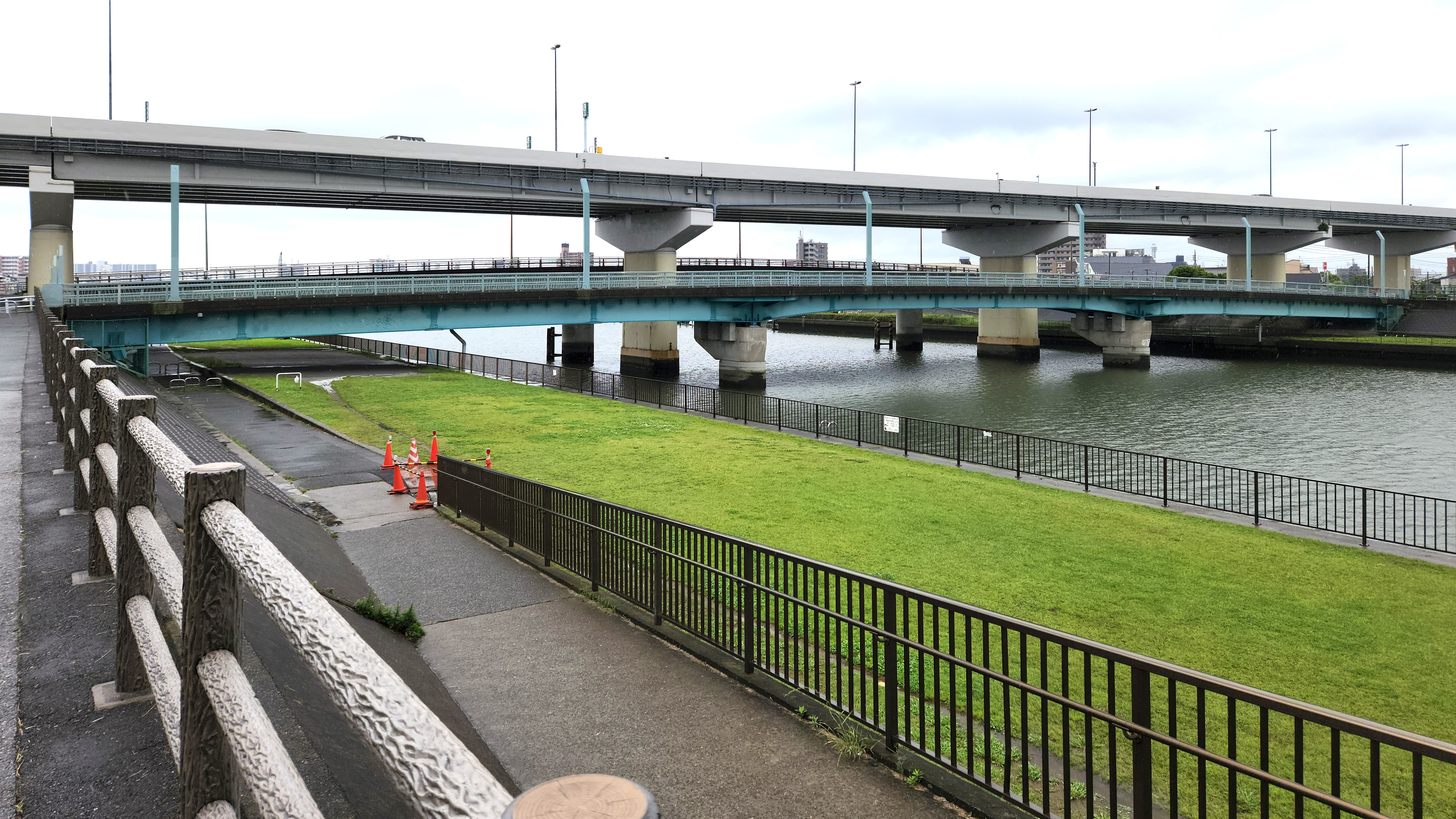
新中川東岸から撮影。手前の橋が新椿橋。上の道路は首都高速7号小松川線。

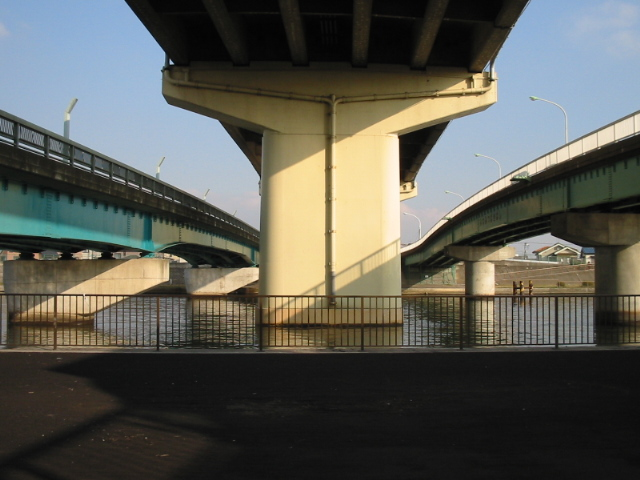
新中川西岸から見る新椿橋(左)

新椿橋（しんつばきばし）は、新中川に架かる橋のひとつで、東岸の東京都江戸川区春江町二丁目と西岸の一之江二丁目を結ぶ。すぐ下流側には首都高速7号小松川線と南椿橋が平行して近接する。

## 概要
首都高速7号小松川線の両側（高架橋下）には区道が通り、上流側の区道は新椿橋、下流側の区道は南椿橋が架かる。また、新椿橋は東岸（春江町）方向への一方通行路、南椿橋は西岸（一之江）方向への一方通行路となっている。

## 歴史
初代の橋は1960年（昭和35年）新中川掘削工事に伴い、架橋された。その後、交通量の増加等による老朽化により、江戸川区の新中川橋梁整備計画の第五弾として、1997年（平成9年）に現在の橋に架け替えられ橋名を「新椿橋」に改称した。

## 旧橋の時代
当時の橋名は「椿橋」で幅員が狭く歩道のない橋で、対面通行で東西岸を結んでいた。その後、すぐ下流側に南椿橋が新設され、西岸方向へ渡る一方通行路として開通したため、椿橋は東岸方向へ渡る一方通行路となった。

## 諸元
- 形式 – 3径間鋼連続鈑箱桁橋
- 橋長 – 119.5 m[2]
- 幅員 – 8.0 m（車道：4.5 m　歩道：3.5 m）
- 最大支間長 – 40.0 m
- 支間割 - 39.4 m ＋ 40.0 m ＋ 39.4 m[2]
- 鋼重 – 221 t
- 竣工 – 1997年8月[3]
- 事業主体 – 江戸川区
- 鋼桁製作・架設 – 横河ブリッジ株式会社[2]

## 整備概要
「水と緑の連続」をテーマに3橋（新椿橋・首都高速道路・南椿橋）が近接して重なることによる景観的一体性に配慮し、一之江境川親水公園との連続性を図り、緑の軸として整備されている。

## デザイン
歩行者ネットワークづくりを積極的に進め、緑のリズムをモチーフに演出されている。また、近接する首都高速7号小松川線橋脚との材質（コンクリートの肌合い）の調和を図られている。

## 周辺
- 東京都住宅供給公社春江町椿住宅
- 東京都史跡 名主屋敷
- 首都高速7号小松川線一之江出入口
- 環七通り

## 隣の橋
- 新中川

（上流） - 大杉橋 - 一之江橋 - 新椿橋 - 首都高速7号小松川線 - 南椿橋 - （下流）